# Ђенђвер
Ђенђвер (мађ. Gyöngyvér) је оригинално мађарско женско име са значењем бисерна сестра. По запису Јаноша Арањија (мађ. Arany János) име је настало од старомађарског имена Бисер (мађ. Gyöngy).

## Сродна имена
- Ђенђи (мађ. Gyöngyi)

## Имендани
- 3. јануар.
- 8. јануар.
- 26. мај.
- 23. октобар.